# Onthophagus hericius
Onthophagus hericius är en skalbaggsart som beskrevs av D'orbigny 1902. Onthophagus hericius ingår i släktet Onthophagus och familjen bladhorningar. Inga underarter finns listade i Catalogue of Life.